# Église San Carlo all'Arena
L'église San Carlo all'Arena est une église néoclassique de Naples située dans le quartier homonyme du cœur historique de la cité parthénopéenne, via Foria près de la piazza Cavour. Elle est dédiée à saint Charles Borromée (récemment canonisé en 1610) et dépend de l'archidiocèse de Naples.

## Histoire
L'église doit son nom au chemin sablonneux qui donna son nom à ces lieux. Elle est construite en 1621 par Silvestro Cordella selon les dessins du  dominicain Giuseppe Nuvolo devant l'antique rempart aragonais. Elle est achevée par les cisterciens en 1681 qui construisent un monastère en annexe. Les cisterciens, qui avaient été chassés de leur propriété par les troupes napoléoniennes, reviennent en 1836. Ils font restaurer et modifier l'église en 1837 par Francesco de Cesare, avec une nouvelle façade à pilastres ioniques. Un dôme ovale la surmonte. Les cisterciens sont définitivement expulsés au moment de l'unification italienne trente ans plus tard.
L'intérieur de plan elliptique possède des bas-reliefs de Vincenzo Annibale et un Christ crucifié de marbre, présenté couché à la dévotion des fidèles et fort révéré. Il est de la main de Michelangelo Naccherino (1599) et se trouvait autrefois dans la basilique du Saint-Esprit. Les fresques de la coupole sont l'œuvre de Gennaro Maldarelli. Parmi les tableaux remarquables, on distingue un Saint François de Paule de Michele de Napoli et un Saint  Charles Borromée prodiguant le viatique aux victimes de la peste de Giuseppe Mancinelli.

## Photographies

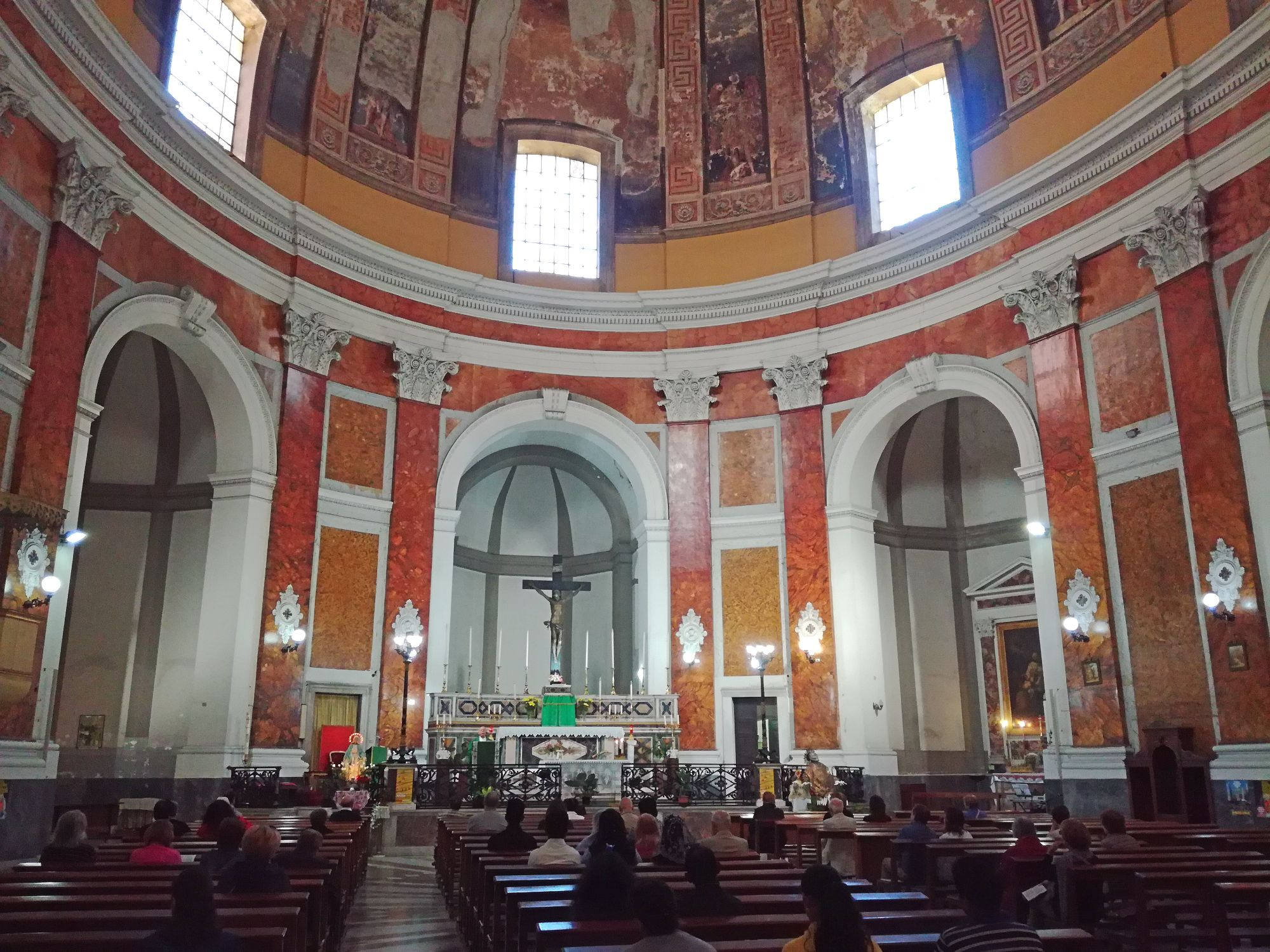
Intérieur de l'église
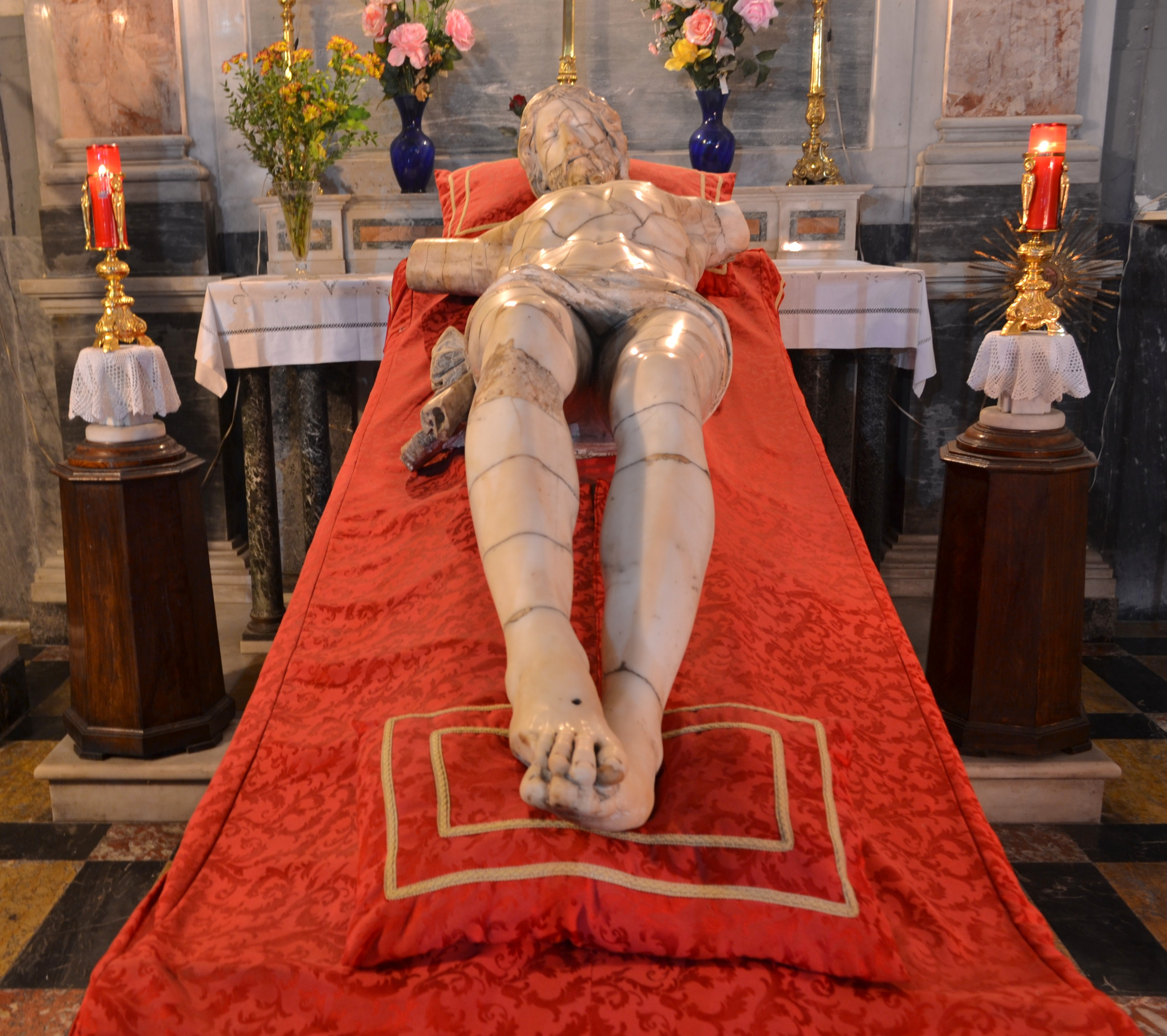
Vue du Christ crucifié (1599)